# Ptolemaeus I (Argeaden)
Ptolemaeus I (Ptolemaios I), ook wel Ptolemaeus van Aloros, was koning van Macedonië van 368 tot 365 v.Chr. Hij was een zoon van Amyntas II van Macedonië en getrouwd met Eurynoe, de dochter van Amyntas III van Macedonië. Toen Amyntas III overleed, werd zijn oudste maar nog minderjarige zoon Alexander II van Macedonië koning van Macedonië en werd Ptolemaeus tot zijn regent benoemd. Alexander II stelde zich echter al snel onafhankelijk op, wat hem in conflict bracht met Ptolemaeus en hetgeen in 369 v.Chr. ontaardde in een burgeroorlog. De Thebaanse generaal Pelopidas regelde een verzoening tussen hen en nam ook nog 30 zonen van belangrijke mensen, inclusief Alexanders broer Philippus, gevangen om er zeker van te zijn dat ze zich beiden aan de afspraak zouden houden. Ptolemaeus echter liet Alexander II alsnog vermoorden en besteeg zelf de troon als Ptolemaeus I. Hij regeerde echter niet langer dan drie jaar, want Alexanders jongere broer Perdiccas pleegde een staatsgreep en vermoordde Ptolemaeus I op zijn beurt.